# Paul Stănescu
Paul Stănescu (n. 25 august 1957, Vișina, România) este un senator român, ales în 2016.  
Din 17 octombrie 2017 până în 22 februarie 2019 este numit viceprim-ministru în guvernul Tudose (Partidul Social Democrat) și în guvernul Dăncilă și ministru al Dezvoltării Regionale, Administrației Publice și Fondurilor Europene.